# Susan Leeman
Susan E. Leeman (Chicago, Illinois, 9 de maig de 1930) és una endocrinòloga estatunidenca coneguda per la seva investigació sobre pèptids. Leeman ha estat professora al Departament de Farmacologia i Terapèutica Experimental de la Universitat de Boston. Ha continuat treballant fins als noranta anys i després ha estat directora del Laboratori de Neuropèptids al Departament de Farmacologia de l'Escola de Medicina Chobanian i Avedisian. El seu treball amb la substància P i la neurotensina, tots dos pèptids crucials per a la funció dels sistemes nerviós, endocrí i immunitari, la va portar a ser considerada una de les pioneres de la neuroendocrinologia. La seva investigació s'ha centrat específicament en la substància P i com s'uneix al seu receptor. Leeman va ser elegida membre de l'Acadèmia Nacional de Ciències el 1991 i va rebre el premi Fred Conrad Koch de l'Acadèmia el 1994. Leeman és membre de la Societat Endocrina, la Societat per a la Neurociència, l'Associació Americana per a l'Avenç de la Ciència i la Societat Americana de Fisiologia.

## Primers anys i formació
Susan Epstein (posteriorment Leeman, per matrimoni) era filla d'un metal·lúrgic acadèmic emigrat des de Rússia a la ciutat de Nova York i una mare estatunidenca, que va assistir a la Universitat George Washington en un moment en què poques dones ho feien. També tenia un germà gran anomenat Henry. Quan Susan Epstein tenia sis setmanes, ella i la seva família es van traslladar a Columbus, Ohio, i després, als sis anys, a Bethlehem, Pennsilvània. Allà va créixer com a part d'una família jueva de classe mitjana. Sovint es va haver d'enfrontar a formes de discriminació com l'antisemitisme i el sexisme mentre seguia una carrera científica.
Durant la seva infància, Leeman va assistir a l'escola hebrea i va ser Girl Scout. Va decidir assistir al Goucher College, que aleshores era una escola per a noies, en la qual es va llicenciar en fisiologia el 1951. Després va sol·licitar plaça i va ser acceptada a la Harvard Medical School, però el seu programa acadèmic va ser administrat a través del Radcliffe College. Així, va ser al Radcliffe College on va obtenir la llicenciatura i el  doctorat el 1954 i el 1958 respectivament. Leeman va ser l'única dona de la seva classe que va aconseguir el programa de postgrau i que va continuar una carrera científica. Durant el seu temps a l'escola de postgrau es va introduir en el camp de la neuroendocrinologia, dins del qual va poder explorar la seva passió per com la ment es connecta amb el cos. Mentre estava a l'escola de postgrau a la dècada de 1960 va començar a treballar en corticotropina, i mentre intentava purificar aquesta hormona va trobar casualment un pèptid anomenat substància P. Aquest esdeveniment la va portar posteriorment al que seria el treball de la seva vidaː investigar la substància P i un altre pèptid que ella va aïllar i definir químicament, la neurotensina.

## Carrera professional
Després de la seva graduació el 1958, a Susan Leeman se li va oferir una plaça d'un any com a instructora al Departament de Fisiologia de la ,. En adonar-se que només era una substituta, l'any següent va agafar una feina a la Universitat Brandeis on es va quedar durant els següents 12 anys. Durant aquest temps va rebre un premi al desenvolupament professional, que la va ajudar a equilibrar la seva carrera professional i la seva vida familiar.
La investigació de Leeman a la Universitat Brandeis es va centrar principalment en l'efecte que tenia un factor alliberador de corticotropina (CRF) sobre la secreció de l'hormona adrenocorticotròfica (ACTH) de la glàndula pituïtària anterior. Durant el seu esforç per purificar el CRF, va descobrir un pèptid que podria estimular la secreció de saliva. Això va fer que canviés completament la direcció del projecte, ja que va decidir continuar investigant aquest pèptid. Finalment, Leeman i el seu laboratori es van adonar que tenia la substància P aïllada sense voler, un pèptid descobert originalment per Ulf von Euler a la dècada de 1930, però encara no s'havia definit químicament. Leeman va descobrir la seqüència d'aminoàcids de la substància P i va publicar les seves troballes al Journal of Biological Chemistry el 1970. Durant el procés de purificació de la substància P, Leeman i un estudiant graduat d'ella van descobrir un pèptid diferent que es distribuïa pel sistema nerviós central, el tracte gastrointestinal i el sistema immunitari, però encara no s'havia identificat. Van decidir anomenar el seu descobriment «neurotensina».
El 1972, sense tenir-hi encara una plaça completa, Leeman va tornar a la Harvard Medical School com a professora assistent i va continuar els estudis de la substància P i la neurotensina al Laboratori de Reproducció Humana i Biologia Reproductiva fins al 1980. Quan es va adonar que tampoc no li oferirien un càrrec allà, va abandonar l'escola de medicina,i va  guanyar una càtedra de fisiologia a la Facultat de Medicina de la Universitat de Massachusetts. El 1992, Leeman va deixar Massachusetts per ajudar a iniciar el departament de farmacologia a la Universitat de Boston, on ha continuat sent professora al Departament de Farmacologia i Terapèutica Experimental, i directora del Laboratori de Neuropèptids al Departament de Farmacologia de la Chobanian and Avedisian School of Medicine. Com a resultat del seu treball, Leeman és àmpliament considerada com una de les fundadores del camp de la neuroendocrinologia.

## Recerca recent
Els projectes de recerca realitzats per Leeman i el seu laboratori s'han centrat al voltant dels dos pèptids, la substància P i la neurotensina, que originalment va aïllar, seqüenciar i sintetitzar. El seu laboratori de la Universitat de Boston té múltiples objectius pel que fa a aquests pèptids neuronals, fins i tot mapejar la seva distribució dins del cervell i del sistema nerviós perifèric, delimitar els tractes que contenen substància P o neurotensina dins del sistema nerviós central, determinar com la substància P i la neurotensina s'alliberen del teixit neural in vitro i in vivo i identificar el domini d'unió de la substància P amb el seu receptor.

## Premis
Susan Leeman es va convertir en la primera dona elegida per a l'Acadèmia Nacional de Ciències en fisiologia i farmacologia el 1991. Va ser elegida membre de l'Acadèmia Americana de les Arts i les Ciències el 1987. El 1993 va guanyar el premi a l'excel·lència en ciència de la FASEB i el 2005 va guanyar el premi Mika Salpeter Lifetime Achievement Award del Committee on Women in Neuroscience.